# Kinosteron acutum
La tortuga de pantano de Tabasco (Kinosternon acutum) es una especie de tortuga de la familia  kinosternidae. Se encuentra en Belice, Guatemala y México. Dentro de sus características principales se encuentra la habilidad de cerrar completamente su caparazón para esconderse de los depredadores.
En 2013 los investigadores John B. Iverson, Minh Le y Colleen Ingram publicaron un estudio en el que, basados en datos moleculares, proponían que las especies Kinosternon acutum, K. angustipons, K. creaseri, K. dunni, K. herrerai y K. leucostomum formaban un linaje separado de otras especies de Kinosternon, proponiendo un nuevo género denominado "Cryptochelys". Sin embargo, los investigadores Phillip Q. Spinks, Robert C. Thomson, Müge Gidiş y H. Bradley Shaffera publicaron otro estudio al año siguiente, en este donde se apoya la clasificación tradicional de la familia Kinosternidae y atribuyen los errores del anterior a la falta de más caracteres moleculares y morfológicos.